# Seznam nemških politikov
Seznam nemških politikov.

## A
- Alexander Abusch (1902–1982)
- Anton Ackermann (1905–1973)
- Else Ackermann (1933–2019)
- Konrad Adam (1942–)
- Bernhard Adelung (1876–1943)
- Konrad Adenauer (1876–1967)
- Christoph Ahlhaus (1969–)
- Lothar Ahrendt (1936–)
- Hermann Ahrens (1902–1975)
- Ilse Aigner (1964–)
- Hubert Aiwanger (1971–)
- Lisa Albrecht (1896–1958)
- Heinrich Albertz (1915–1993)
- Torsten Albig (1963–)
- Ernst Albrecht (1930–2014)
- Dieter Althaus (1958–)
- Johannes Althusius (1563–1638)
- Peter Altmaier (1958–)
- Peter Altmeier (1899–1977)
- Alexander Alvaro (1975–)
- Tarek Al-Wazir (1971–)
- Rudolf Amelunxen (1888–1969)
- Max Amann (1891–1957)
- Cristine Andersson (1968–)
- Fritz Anneke (1818–1872)
- Erich Apel (1917–1965)
- Hans Apel (1932–2011)
- Holger Apfel (1970–)
- Rudolf Appelt (1900–55)
- Adolf Heinrich von Arnim-Boitzenburg (1803–1868)
- Karl Arnold (1901–1958)
- Erhard Auer (1874–1945)
- Ignaz Auer (1846–1907)
- Rudolf von Auerswald (1795–1866)
- Siegfried Aufhäuser (1884–1969)
- Rudolf Augstein (1923–2002)
- Eberhard Aurich (1946–)
- Ernst Aust (1923–1985)
- Hermann Axen (1916–1992)
- Artur Axmann (1913–1996)

## B
- August Bach (1897–1966)
- Kurt Bachmann (1909–1997)
- Lutz Bachmann (1973–)
- Herbert Backe (1896–1947)
- Till Backhaus (1959–)
- Princ Maximilian Badenski (1867–1929)
- Annalena Baerbock (1980–)
- Egon Bahr (1922–2015)
- Rudolf Bahro (1935–1997)
- Hermann Ludwig von Balan (1812–1874)
- Ludwig Bamberger (1823–1899)
- Felix Banaszak (1989)
- Martin Bangemann (1934–2022)
- Dorothee Bär (1978–)
- Oliver Bär (1977–)
- Angelika Barbe (1951–)
- Katarina Barley (1968–)
- Uwe Barschel (1944–1987)
- Wolfgang Bartels (1890–1971)
- Emil Barth (1879–1941)
- Walter Bartram (1893–1971)
- Dietmar Bartsch (1958–)
- Rainer Barzel (1924–2006)
- Bärbel Bas (1968–)
- Bernhard Bästlein (1894–1944)
- Gert Bastian (1923–1992)
- Gustav Bauer (1870–1944)
- Erwin Baum (1868–1950)
- Gerhart Baum (1932–)
- Edith Baumann (1909–1973)
- Gertrud Bäumer (1873–1954)
- Josef Baumhoff (1887–1962)
- Margarete Bause (1959–)
- Wilhelm Bazille (1874–1934)
- August Ferdinand Bebel (1840–1913)
- Johannes R. Becher (1891–1958)
- Gunnar Beck (1966–)
- Kurt Beck (1949–)
- Marieluise Beck (1952–)
- Volker Beck (1960–)
- Carl Heinrich Becker (1876–1933)
- Clemens Becker (1869–1961)
- Johann Philipp Becker (1809–1886)
- Günther Beckstein (1943–)
- Angelika Beer (1957–)
- Nicola Beer (1970–)
- Walter Behrendt (1914–1997)
- Friedrich Behrens (1909–1980)
- Markus Beisicht (1963–)
- Johannes Bell (1868–1949)
- Karin Bencze (1952–)
- Ernst Benda (1925–2009)
- Hilde Benjamin (r. Lange) (1902–1989)
- Rudolf von Bennigsen (1824–1902)
- Hans Bentzien (1927–2015)
- Joseph Berchtold (1897–1962)
- Wolfgang Berghofer (1943–)
- Sabine Bergmann-Pohl (née Schulz) (1946–)
- Christoph Bergner (1948–)
- Eduard Bernstein (1850–1932)
- Werner Best (1903–1989)
- Theobald von Bethmann-Hollweg (1856–1921)
- Ole von Beust (1955–)
- Lorenz Gösta Beutin (1978–)
- Kurt Biedenkopf (1930–2021)
- Heinz Bierbaum (1946–)
- Charlotte Bischoff (1901–1994)
- Lothar Bisky (1941–2013)
- Otto von Bismarck (1815–1898)
- Otto Christian Archibald von Bismarck (1897–1975)
- Gottfried von Bismarck-Schönhausen (1901–1949)
- Herbert von Bismarck-Schönhausen (1849–1904)
- Theodor Blank (1905–1972)
- Werner von Blomberg (1878–1946)
- Wilhelm Blos (1849–1927)
- Franz Blücher (1896–1959)
- Norbert Blüm (1935–2020)
- Robert Blum (1807–1848)
- Markus Blume (1975–)
- Johann Caspar Bluntschli (1808–1881)
- Friedrich Bohl (1945–)
- Lorenz Bock (1883–1948)
- Karl Heinrich von Boetticher (1833–1907)
- Friedrich Bohl (1945–)
- Bärbel Bohley (1945–2010)
- Johann Böhm (1937–)
- Tatjana Böhm & Ina Merkel
- Hans–Joachim Böhme (1931–1995)
- Ibrahim (Manfred Otto) Böhme (1944–1999)
- Wolfgang Böhmer (1936–)
- Gustav Böhrnsen (1914–1998)
- Jens Böhrnsen (1949–)
- Eugen Bolz (1881–1945)
- Lothar Bolz (1903–1986)
- Martin Bormann (1900–1945)
- Stephan Born (1824–1898)
- Holger Börner (1931–2006)
- Hans Caspar von Bothmer (1656–1732)
- Lenelotte von Bothmer (r. Wepfer) (1915–1997)
- Wolfgang Bötsch (1938–2017)
- Martin Böttger (1947–)
- Volker Bouffier (1951–)
- Philipp Bouhler (1899–1945)
- Fritz Bracht (1899–1945)
- Friedrich Wilhelm Graf von Brandenburg (1792–1850)
- Heinrich Brandler (1881–1967)
- Willy Brandt (1913–1992) (Herbert Ernst Karl Frahm)
- Franziska Brantner (1979–)
- Max Brauer (1887–1973)
- Karl Braun–Wiesbaden (1822–1893)
- Otto Braun (1872–1955)
- Carola von Braun (1942–)
- Heinrich Brauns (1868–1939)
- Aenne Brauksiepe (1912–1997)
- Otto von Bray–Steinburg (1807–1899)
- Rudolf Breitscheid (1874–1944)
- Tony Breitscheid (r. Drevermann) (1878–1968)
- Heinrich von Brentano (1904–1964)
- Lujo (Ludwig) Brentano (1844–1931)
- Hermann Louis Brill (1895–1959)
- Ralph Brinkhaus (1968–)
- Ulrich von Brockdorff-Rantzau (1869–1928)
- Elmar (Peter) Brok (1946–)
- Wolfram Brück (1937–2016)
- Rainer Brüderle (1945–)
- Heinrich Brüning (1885–1970)
- Florian von Brunn (1969–)
- Werner Bruschke (1898–1995)
- Gerd Bucerius (1906–1995)
- Ewald Bucher (1914–1991)
- Christine Buchholz (1971–)
- Otto Buchwitz (1879–1964)
- Johann Wilhelm Buck (1869–1945)
- Udo Bullmann (1956–)
- Edelgard Bulmahn (1951–)
- Bernhard von Bülow (1849–1929)
- Hans Bunge (1919–1990)
- Joseph Bürckel (1895–1944)
- Kurt Bürger (1894–1951)
- Marco Buschmann (1977–)
- Friedhelm Busse (1929–2008)
- Reinhard Bütikofer (1953–)

## C
- Gottfried Ludolf Camphausen (1803–1890)
- Leo von Caprivi (1831–1899)
- Karl Carstens (1914–1992)
- Peter Harry Carstensen (1947–)
- Anna Katrin Cavazzini (1982–)
- Tino Chrupalla (1975–)
- Roland Claus (1954–)
- Wolfgang Clement (1940–2020)
- Daniel Cohn–Bendit (1945–; francosko–nemški)
- Ulrich Commerçon (1968–)
- Erich Correns (1896–1981)
- Johann Friedrich Cotta (1764–1832)
- Friedrich Krafft Graf von Crailsheim (1841–1926)
- Arthur Crispien (1875–1946)
- Wilhelm Cuno (1876–1933)
- Julius Curtius (1877–1948)
- Herbert Czaja (1914–1997)

## D
- Franz Dahlem (1892–1981)
- Rolf Dahlgrün (1908–1969)
- Friedrich Christoph Dahlmann (1785–1860)
- Ralf Dahrendorf (1929–2009)
- Otto Ritter von Dandl (1868–1942)
- (Richard) Walther Darré (1895–1953)
- Herta Däubler-Gmelin (1943–)
- Kurt Daluege (1897–1946)
- Emmy Damerius-Koenen (1903-1987)
- Ernst Däumig (1868–1922)
- Eduard David (1863–1930)
- Günter Deckert (1940–2022)
- Thomas Dehler (1897–1967)
- Heinrich Deist st. (1874–1963)
- Heinrich Deist ml. (1902–1964)
- Clemens von Delbrück (1856–1921)
- Fabio De Masi (1980–)
- Bernhard Dernburg (1865–1937)
- Georg Dertinger (1902–1968)
- Friedrich Dickel (1913–1993)
- Willi Dickhut (1904–1992)
- Johannes Dieckmann (1893–1969)
- Peter Diedrich (1938–2015)
- Georg Diederichs (1900–1983)
- Bruno Diekmann (1897–1982)
- Eberhard Diepgen (1941–)
- Arnold Diestel (1857–1924)
- Peter–Michael Diestel (1952–)
- Hermann Dietrich (1879–1954)
- Sepp Dietrich (1892–1966)
- Birgit Diezel (1958–)
- Eduard Dingeldey (1886–1942)
- Artur Dinter (1876–1948)
- Wilhelm Dittmann (1874–1954)
- Alexander Dobrindt (1970–)
- Klaus von Dohnányi (1928–)
- Werner Dollinger (1918–2008)
- Karl Dönitz (1891–1980)
- Fritz Dorls (1910–1995)
- Hubert Dorn (1956–)
- Alexander Dobrindt (1970–)
- Heinrich Hermann Drake (1881–1970)
- Alfred Dregger (1920–2002)
- Werner Dreibus (1947–)
- Maria Luise Anna "Malu" Dreyer (1961–)
- Anton Drexler (1884–1942)
- Malu (Maria Luise Anna) Dreyer (1961–)
- Josef Duchač (1938–)
- Hermann Duncker (1874–1960)
- Käte Duncker (1871–1953)
- Anne-Marie Durand-Wever (1889–1970)
- Christian Dürr (1977–)
- Rudi Dutscke (1940–1979)

## E
- Hugo Eberlein (1887–1941)
- Werner Eberlein (1919–2002)
- Hans–Wilhelm Ebeling (1934–2021)
- Friedrich Ebert (1871–1925)
- Friedrich "Fritz" Ebert Jr. (1894–1979)
- Stefan Eck (1956–)
- Dietrich Eckart (1868–1923)
- Sebastian Edathy (1969–)
- Werner Karl Jakob Eggerath (1900–1977)
- Hans Ehard (1887–1980)
- Hermann Ehlers (1904–1954)
- Wilhelm Ehm (1918–2009)
- Horst Ehmke (1927–2017)
- Herbert Ehrenberg (1926–2018)
- Hans Eichel (1941–)
- Willi Eichler (1896–1971)
- Gerhard Eisler (1897–1968)
- Kurt Eisner (1867–1919)
- Stefan Engel (1954–)
- Paul von Eltz–Rübenach (1875–1943)
- Hans A. Engelhard (1934–2008)
- Björn Engholm (1939–)
- Dagmar Enkelmann (1956–)
- Franz von Epp (1868–1947)
- Rainer Eppelmann (1943–)
- Erhard Eppler (1926–2019)
- Ludwig Erhard (1897–1977)
- Fritz Erler (1913–1967)
- Petra Erler (1958–)
- Karl Ernst (1904–1934)
- Klaus Ernst (1954–)
- Kornelia Ernst (1965–)
- Josef Ertl (1925–2000)
- Matthias Erzberger (1875–1921)
- Saskia Esken (1961–)
- Thomas Esser (1870–1948)
- Botho zu Eulenburg (1831–1912)
- Philip Eulenburg (1847–1921)
- Manfred Ewald (1926–2002)
- Arthur (Ernest) Ewert (1890–1959)

## F
- Nancy Faeser (1970–)
- Heinrich Fassbender (1899–1971)
- Alfred Faust (1883–1961)
- Matthias Faust (1971–)
- Birgit Fechner (1965–)
- Max Fechner (1892–1973)
- Herbert Kurt Fechner (1913–1998)
- Gabi Fechtner (1977–)
- Konstantin Fehrenbach (1852–1926)
- Thomas Feist (1965–)
- Werner Felfe (1928–1988)
- Enak Ferlemann (1963)
- Elke Ferner (1958-)
- Karl Fiehler (1895–1969)
- Hans Filbinger (1913–2007)
- Walter Fisch (1910–1966)
- Otto Fischbeck (1865–1939)
- Joschka Fischer (1948–)
- Kurt Fischer (1900–1950)
- Margarete Fischer–Bosch (1888–1972)
- Oskar Fischer (1923–2020)
- Richard Fischer (1855–1926)
- Ruth Fischer (r. Elfride Eisler) (1895–1961)
- Manfred Flegel (1927–2018)
- Leo Flieg (1893–1939)
- Peter Florin (1921–2014)
- Wilhelm Florin (1894–1944)
- Max von Forckenbeck (1821–1892)
- Albert Forster (1902–1952)
- Hans Frank (1900–1946)
- Karl Hermann Frank (1898–1946)
- Egon Franke (1913–1995)
- Frank Franz (1978–)
- Thorsten Frei (1973–)
- Alfred Frenzel (1899–1968)
- Gerhard Frey (1933–2013)
- Wilhelm Frick (1877–1946)
- Ferdinand Friedensburg (1886–1972)
- Karl Rudolf Friedenthal (1827–1890)
- Hans–Peter Friedrich (1957–)
- Hans Friderichs (1931–)
- Rudolf Friedrichs (1892–1947)
- Theodor Fritsch (1852–1933)
- Paul Fröhlich (1913–1970)
- August Frölich (1867–1964)
- Paul Frölich (1884–1953)
- Ralf Fücks (1951–)
- Walther Funk (1890–1960)
- Hans Furler (1904–1975)

## G
- Sigmar Gabriel (1959–)
- Heinrich von Gagern (1799–1880)
- Heinz Galinski (1912–1992)
- Joachim Gauck (1940–)
- Alexander Gauland (1941–)
- Hermann Gautier (1920–2010)
- Thomas Gehring (1958–)
- Anton Geiss/Geiß (1858–1944)
- Heiner Geißler (1930–2017)
- Hans–Dietrich Genscher (1927–2016)
- Friedrich von Gentz (1764–1832)
- Rudi Georgi (1927–2020)
- Wolfgang Gerhardt (1943–)
- Bernhard Gericke (1908–1967)
- Hanna Gerig (r.Degenhardt) (1900–1991)
- Otto Gerig (1885–1944)
- Hellmut von Gerlach (1866–1935)
- Manfred Gerlach (1928–2011)
- Eugen Gerstenmaier (1906–1986)
- Alexandra Geese (1968–)
- Otto Gessler (1875–1955)
- Klara Geywitz (1976–)
- Sven Giegold (1969–)
- Paul Giesler (1895–1945)
- Franziska Giffey (1978–)
- Michael Glos (1944–)
- Peter Glotz (1939–2005)
- Alois Glück (1940–2024)
- Rudolf von Gneist (1816–1895)
- Joseph Goebbels (1897–1945)
- Carl Friedrich Goerdeler (1884–1945)
- Ernst Goldenbaum (1898–1990)
- Nahum Goldmann (1895–1982) (נחום גולדמן‬)
- Alfred Gomolka (1942–2020)
- Alfons Goppel (1905–1991)
- Bernhard Göring (1897–1949)
- Hermann Göring (1893–1946)
- Katrin Göring–Eckardt (1966–)
- Joseph Görres (1776–1848)
- Herman Gorter (1864–1927) (Nizozemec)
- Gerald Götting (1923–2015)
- Andreas Gottschalk (1815–1849)
- Johann Baptist Gradl (1904–1988)
- Georg Gradnauer (1866–1946)
- Albrecht von Gräfe (1868–1933)
- Arthur Greiser (1897–1946)
- Hermann Greulich (1842-1925) nemško-švicarski socialist
- Jakob Grimm (1785–1863)
- Wilhelm Grimm (1786–1859)
- Adolf Grimme (1889–1963)
- Hans von der Groeben (1907–2005)
- Wilhelm Groener (1867–1939)
- Josef Grohé (1902–1987)
- Hermann Gröhe (1961–)
- Grete Groh–Kummerlöw (1909–1980)
- Otto Grotewohl (1894–1964)
- Ernst Grube (1890–1945)
- Herbert Gruhl (1921–1993)
- Gottfried Grünberg (1899–1985)
- Kurt Gscheidle (1924–2003)
- Emil Julius Gumbel? (1891–1966)
- Daniel Günther (1973–)
- Franz Gürtner (1881–1941)
- Hubertus Guske (1930–)
- Karl–Theodor zu Guttenberg (1971–)
- Martin Gutzeit (1952–)
- Gregor Gysi (1948–)
- Klaus Gysi (1912–1999)

## H
- Herbert Häber (1930–2020)
- Hugo Haase (1863–1919)
- Robert Habeck (1969–)
- Hanns Haberer (1890–1967)
- Wilhelm Haferkamp (1923–1995)
- Kurt Hager (1912–1998)
- André Hahn (1963–)
- Diederich Hahn (1859–1918)
- Walter Hallstein (1901–1982)
- Hildegard Hamm–Brücher (1921–2016)
- Thomas Händel (1953–)
- Franz Handlos (1939–2013)
- Albert Hänel (1833–1918)
- Karl Hanke (1903–1945)
- Klaus Hänsch (1938–)
- Rebecca Harms (1956–)
- Karl Harrer (1890–1926)
- Sebastian Hartmann (1977–)
- Christian Hartenhauer (1948–)
- Reiner Haseloff (1954–)
- Kai–Uwe von Hassel (1913–1997)
- Gerda Hasselfeldt (1950–)
- Volker Hauff (1940–)
- Wolfgang Haus (1927–2018)
- Karl Haushofer (1869–1946)
- Helmut Haussmann (1943–)
- August Haußleiter (1905–1989)
- Julius Haußmann (1816–1889)
- Wolfgang Haußmann (1903–1989)
- Robert Havemann (1910–1992)
- Bruno Heck (1917–1989)
- Friedrich (Fritz) Heckert (1884–1936)
- Hubertus Heil (1972–)
- Georg Heim (1865–1938)
- Wolfgang Heine (1861–1944)
- Gustav Heinemann (1899–1976)
- Rudolf Heinze (1865–1928)
- Heinrich Held (1868–1938)
- Max Wilhelm August Heldt (1872–1933)
- Karl Helfferich (1872–1924)
- Heinrich Hellwege (1908–1991)
- Hans–Olaf Henkel (1940–)
- Susanne Hennig–Wellsow (1977–)
- Konrad Henlein (1898–1945) (sudetski Nemec)
- Johann Christoph von Herdegen (1787–1861)
- Wolfgang Herger (1935–)
- Oskar Hergt (1869–1967)
- Christian Herrgott (1984–)
- Andreas Hermes (1878–1964)
- Joachim Herrmann (1928–1992)
- Ulrike Herrmann (1964–)
- Rudolf Herrnstadt (1903–1966)
- Georg von Hertling (1843–1919)
- Roman Herzog (1934–2017)
- Rudolf Hess (1894–1987)
- Hans–Joachim Heusinger (1925–2019)
- Theodor Heuss (1884–1963)
- Reinhard Heydrich (1904–1942)
- Wolfgang Heyl (1921–2014)
- Johannes von Hieber (1862–1951)
- Rudolf Hilferding (1877–1941)
- Heinrich Himmler (1900–1945)
- Paul von Hindenburg (1847–1934)
- Paul von Hintze (1864–1941)
- Burkhard Hirsch (1930–2020)
- Paul Hirsch (1868–1940)
- Heinrich Hirtsiefer (1876–1941)
- Adolf Hitler (1889–1945)
- Björn Höcke (1972–)
- Wilhelm Hoegner (1887–1980)
- Franz Hofer (1902–1975)
- Hans–Joachim Hoffmann (1929–1994)
- Heinz Hoffmann (1910–1985)
- Johannes Hoffmann (1867–1930)
- Johannes Hoffmann (1890–1967)
- Theodor Hoffmann (1935–2018)
- Artur Hofmann (1907–1987)
- Anton Hofreiter (1970–)
- Eva Högl (1969–)
- Wilhelm Högner (1887–1980)
- Adolf zu Hohenlohe–Ingelfingen (1797–1873)
- Princ Chlodwig Hohenlohe–Schillingsfürst (1819–1901)
- Karl Anton Fürst von Hohenzollern–Sigmaringen (1811–1885)
- Andreas Hollstein (1963–)
- Heinrich Homann (1911–1994)
- Bodo Hombach (1952–)
- Erich Honecker (1912–1994)
- Margot Honecker (1927–2016)
- Hermann Höpker–Aschoff (1883–1954)
- Reinhard Höppner (1946–2014)
- Werner Hoyer (1951–)
- Erhard Hübener (1881–1958)
- Erwin Huber (1946–)
- Stefanie Hubig (1968–)
- Alfred Hugenberg (1865–1951)
- Otto Hugo (1878–1942)
- Johann Hieronymus von Humbracht (1652–1713)
- Melanie Huml (1975–)
- Hermann Hummel (1876–1952)
- Andrej Hunko (1963–)
- Theodor Hupfauer (1906-1993)

## I
- Karl Ibach (1915–1990)

## J
- Johann Jacoby (1805–1877)
- Traugott von Jagow (1865–1941)
- Wenzel Jaksch (1896–1966) (češko–nemški)
- Hans Jendretzky (1897–1992)
- Dieter Janecek (1976–)
- Oliver Janich (1969–)
- Walter Janka (1914–1994)
- Jean Jansen (1825–1849)
- Karl Jarres (1874–1951)
- Heinrich Jasper (1875–1945)
- Hans Jendretzky (1897–1992)
- Philipp Jenninger (1932–2018)
- Wilfried Jilge
- Curt Joël (1865–1945)
- Leo Jogiches (1867–1919)
- Rudolf Jordan (1902–1988)
- Marie Juchacz (née Gohlke) (1879–1956)
- Franz Josef Jung (1949–)
- Ulrich Junghanns (1956–)
- Heinrich Jungmann (1891–1964)
- Bettina Jürgensen (1954–)

## K
- Ludwig Kaas (1881–1952)
- Gustav von Kahr (1862–1934)
- Wilhelm Kaisen (1887–1979)
- Jakob Kaiser (1888–1961)
- Eka von Kalben (1964–)
- Ernst Kaltenbrunner (1903–1946)
- Michaela Kaniber (1977–)
- Manfred Kanther (1939–)
- Wolfgang Kapp (1858–1922)
- Siegfried von Kardorff (1873−1945)
- Xaver Karl (1892–1980)
- Anja Karliczek (1971–)
- Hermann Kastner (1886–1957)
- Rudolf Katz (1895–1961)
- Volker Kauder (1949–)
- Karl Kaufmann (1900–1965)
- Ska (Franziska Maria) Keller (1981–)
- Friedrich Kellner (1885–1970)
- Michael Kellner (1977–)
- Petra Kelly (1947–1992)
- Thomas Kemmerich (1965–)
- Volker Kempf (1968–)
- Hans Kerrl (1887–1941)
- Hakkı Keskin (1943–)
- Heinz Kessler (1920–2017)
- Wilhelm Emmanuel von Ketteler (1811–1877)
- Roderich Kiesewetter (1963–)
- Kurt Georg Kiesinger (1904–1988)
- Manfred von Killinger (1886–1944)
- Gottfried Kinkel (1815–1882)
- Klaus Kinkel (1936–2019)
- Anne Kipp (1951–2013)
- Katja Kipping (1978–)
- Günther Kleiber (1931–2013)
- Herbert Klemm (1903–po 1961)
- Egon Klepsch (1930–2010)
- Lars Klingbeil (1978–)
- Julia Klöckner (1972–)
- Johann Knief (1880–1919)
- Eugen von Knilling (1856–1927)
- Hans–Ulrich Klose (1937–)
- Patrik Köbele (1962–)
- Christian Koch (1878–1955)
- Hans Koch (1893–1945)
- Karl–Heinz Koch (1924–2007)
- Roland Koch (1958–)
- Waldemar Koch (1880–1963)
- Erich Koch–Weser (1875–1944)
- Wilhelm Koenen (1886–1963)
- Eugen Kogon (1903–1987)
- Helmut Kohl (1930–2017)
- Erich Köhler (1892–1958)
- Heinrich Köhler (1878–1949)
- Horst Köhler (1943–)
- Walter Köhler (1897–1989)
- Natascha Kohnen (1967–)
- Bernd Kölmel (1958–)
- Hinrich Wilhelm Kopf (1893–1961)
- Erich Ernst Kops (1905–1961)
- Hans Koschnick (1929–2016)
- Adolf Köster (1883–1930)
- Erhard Krack (1931–2000)
- Hannelore Kraft (1961–)
- Annabell Krämer (1971–)
- Annegret Kramp–Karrenbauer (1962–)
- Günther Krause (1953–)
- Egon Krenz (1937–)
- Winfried Kretschmann (1948–)
- Michael Kretschmer (1975–)
- Kevin Krieger (1991-)
- Werner Krolikowski (1928–2016)
- Heinrich Krone (1895–1989)
- Volker Kröning (1945–)
- Hans Krüger (1902–1971)
- Thomas Krüger (1959–)
- Wilhelm Kube (1887–1943)
- Alfred Kubel (1909–1999)
- Wolfgang Kubicki (1952–)
- Jürgen Kuczynski (1904–1997)
- Richard von Kühlmann (1873–1948)
- Bruno Kühn (1901–1944)
- Heinz Kühn (1912–1992)
- Michael Kühnen (1955–1991)
- Kevin Kühnert (1989–)
- Jörg Kukies (1968–)
- Wilhelm Külz (1875–1948)
- Renate Künast (1955–)
- Dieter Kunzelmann (1939–2018)
- Thomas Kutschaty (1968–)

## L
- Oskar Lafontaine (1943–)
- Manfred Lahnstein (1937–)
- Alexander Graf Lambsdorff (1966–)
- Otto Graf Lambsdorff (1926–2009)
- Werner Lamberz (1929–1978)
- Christine Lambrecht (1965–)
- Norbert Lammert (1948–)
- Gustav Landauer (1870–1919)
- Otto Landsberg (1869–1957)
- Ricarda Lang (1994–)
- Helene Lange (1848–1930)
- Inge Lange (1927–2013)
- Richard Langeheine (1900–1995)
- Antonie Langendorf (1894–1969)
- Peter Ernst von Lasaulx (1805–1861)
- Armin Laschet (1961–)
- Eduard Lasker (1829–1884)
- Ferdinand Lassalle (1825–1864)
- Hanna–Renate Laurien (1928–2010)
- Lauritz Lauritzen (1910–1980)
- Karl Lauterbach (1963–)
- Georg Leber (1920–2012)
- Georg Ledebour (1850–1947)
- Klaus Lederer (1974–)
- Carl Legien (1861–1920)
- Theodor Leipart (1867–1947)
- Eveline Lemke (1964–)
- Helmut Lemke (1907–1990)
- Steffi Lemke (1968–)
- Ernst Lemmer (1898–1970)
- Vera Lengsfeld (1952–)
- Willy Leow (1887–1937)
- Hugo Graf von und zu Lerchenfeld auf Köfering und Schönberg (1871–1944)
- Bruno Leuschner (1910–1965)
- Heinrich Leuchtgens (1876–1959)
- Richard Leutheusser (1867–1945)
- Paul Levi (1883–1930)
- Max Levien (1885–1937)
- Eugen Leviné (1883–1919)
- Robert Ley (1890–1945)
- Ursula von der Leyen (1958–)
- Christine Lieberknecht (1958–)
- Karl Liebknecht (1871–1919)
- Theodor Liebknecht (1870–1948)
- Wilhelm Liebknecht (1826–1900)
- Olaf Lies (1967–)
- Friedrich von Lindequist (1862–1945)
- Christian Lindner (1979–)
- Gerhard Lindner (1929–)
- Julius Lippert (1895–1956)
- Richard Lipinski (1867–1936)
- Paul Löbe (1875–1967)
- Reinhold Lobedanz (1880–1955)
- Hans Loch (1898–1960)
- Wilhelm Loewe (1814–1886)
- Hinrich Lohse (1896–1964)
- Peter Lorenz (1922–1987)
- Gesine Lötzsch (1961–)
- Walter Lübcke (1953–2019)
- Friedrich Wilhelm Lübke (1887–1954)
- Heinrich Lübke (1894–1972)
- Bernd Lucke (1962–)
- Hermann Lüdemann (1880–1959)
- Erich Ludendorff (1865–1937)
- Else Lüders (1872–1948)
- Marie–Elisabeth Lüders (1878–1966)
- Christa Luft (1938–)
- Anna Lührmann (1983–)
- Heinrich Lummer (1932–2019)
- Hans Luther (1879/1885–1962)
- Johann von Lutz (1826–1890)

## M
- Heiko Maas (1966–)
- Thomas Mahlberg (1965–)
- Horst Mahler (1936–)
- Hans Maier (1931–)
- Reinhold Otto Maier (1889–1971)
- Werner Maihofer (1918–2009)
- Lothar de Maizière (1940–)
- Thomas de Maizière (1954–)
- Günther Maleuda (1931–2012)
- Ursula Männle (1944–)
- Otto Theodor von Manteuffel (1805–1882)
- Stefan Mappus (1966–)
- Oskar Maretzky (1881–1945)
- Helmuth Markov (1952–)
- Karl Maron (1903–1975)
- Adolf Marschall von Bieberstein (1842–1912)
- Wilhelm "Willy" E.K. Marschler (1893–1952)
- Franz Marx (1903–1985)
- Peter Marx (1956–2022)
- Wilhelm Marx (1863–1946)
- Hermann Mattern (1893–1971)
- Ingrid Matthäus–Maier (1945–)
- Emil Maurice (1897–1972)
- Georg Ludwig Maurer (1790–1872)
- Max von Baden (1867–1929)
- Benedikt Mayer (1953–)
- David McAllister –"Mac" (1971–)
- Markus Meckel (1952–)
- Ernst Mecklenburg (1927–)
- Franz Mehring (1846–1919)
- Erich Mende (1916–1998)
- Jakob Maria Mierscheid (1933–) fiktiven ??
- Julius Christian Mergenthaler (1884–1980)
- Angela Merkel (1954–)
- Friedrich Merz (1955–)
- Jörg Meuthen (1961–)
- Karl Mewis (1907–1987)
- Ernst Meyer (1887–1930)
- Flemming Meyer (1951–)
- Laurenz Meyer (1948–)
- Franz Meyers (1908–2002)
- Georg Michaelis (1857–1936)
- Erich Mielke (1907–2000)
- Herbert Mies (1929–2017)
- Irene Mihalic (1976–)
- Georg Milbradt (1945–)
- Johannes von Miquel (1828–1901)
- Wolfgang Mischnick (1921–2002)
- Günter Mittag (1926–1994)
- Amira Mohamed Ali (1980–)
- Fritz Mohr (1924–2008)
- Jürgen Möllemann (1945–2003)
- Alex Möller (1903–1985)
- Walter Momper (1945–)
- Theodor Mommsen (1817–1903)
- Hans Modrow (1928–2023)
- Maximilien Joseph Moll (1813–1849)
- Jürgen Möllemann (1945–2003)
- Anke Gabriele Moos Rehlinger (1976–)
- Peter Moreth (1941–2014)
- Jürgen Morlock (1945–)
- Johann Most (1846–1906)
- Erich Mückenberger (1910–1998)
- Hermann Muhs (1894–1962)
- Adam Heinrich Müller (1779–1829)
- Fritz Müller (1920–2001)
- Gebhard Müller (1900–1990)
- Gerd Müller (1955–)
- Heinrich Müller (1900–1945)
- Hermann Müller (1876–1931)
- Josef Müller (1898–1979)
- Kurt Müller (1903–1990)
- Michael Müller (1964–)
- Peter Aloysius Müller (1955–)
- Richard Müller (1880–1943)
- Werner Müller (1946–2019)
- Franz Müntefering (1940–)
- Arnold Munter (1912–2001)
- Willi Münzenberg (1889–1940)
- Wilhelm Murr (1888–1945)
- Martin Mussgnug (1936–1997)
- Michael Muster (1946–)
- Martin Mutschmann (1879–1947)
- Rolf Mützenich (1959–)

## N
- Andrea Nahles (1970–)
- Friedrich Naumann (1860–1919)
- Konrad Naumann (1928–1992)
- Werner Naumann (1909–1982)
- Arthur Nebe (1894–1945)
- Sebastian Nerz (1983–)
- Ehrhart Neubert (1940–2024)
- Alfred "Ali" Neumann (1909–2001)
- Konstantin von Neurath (1873–1956)
- Paul Nevermann (1902–1979)
- Hubert Ney (1892–1984)
- Christa Nickels (née Kleuters) (1952–)
- Dirk Niebel (1963–)
- Ernst Niekisch (1889–1967)
- Günter Nooke (1959–)
- Albert Norden (1904–1982)
- Gustav Noske (1868–1946)
- Otto Nuschke (1883–1957)

## O
- Heinrich Oberreuter
- Alfred Oelßner (1879–1962)
- Fred Oelßner (1903–1977) ("Fred Larew")
- Günther Oettinger (1953–)
- Wilhelm Ohnesorge (1872–1962)
- Erich Ollenhauer (1901–1963)
- Willi van Ooyen (1947–)
- Thomas Oppermann (1954–)
- Rainer Ortleb (1944–)
- Ulrich Osche (1911–1975)
- (Carl von Ossietzky 1889–1938)
- Otto Ostrowski (1883–1963)
- Eduard Oswald (1947–)
- Theodor Overbeck (1818–1880)
- Tefik Özcan
- Cem Özdemir (1965–)
- Mahmut Özdemir (1987–)

## P
- Hans Paasche (1881–1920)
- Waldemar Pabst (1880–1970)
- Ingrid Pankraz (1948–)
- Franz von Papen (1879–1969)
- Alexander Parvus (1867–1924)
- Udo Pastörs (1952–)
- Petra Pau (1963–)
- Rudolf Paul (1893–1978)
- Arnold Rudolf Paulssen (1864–1942)
- Jutta Paulus (1967–)
- Lisa Paus (1968–)
- Friedrich von Payer (1847–1931)
- Georg Pazderski (1951–)
- Sören Pellmann (1977–)
- Simone Peter (1965–)
- Carl Wilhelm Petersen (1868–1933)
- Frauke Petry (1975–)
- Ludwig Pfau (1821–1894)
- Karl Georg Pfleiderer (1899–1957)
- Anton Pfeifer (1937–)
- Tobias Pflüger (1965–)
- Adolph von Pfretzschner (1820–1901)
- Ernst von Pfuel (1779–1866)
- Sarah Philipp (1983–)
- Arthur Pieck (1899–1970)
- Wilhelm Pieck (1876–1960) (Friedrich Wilhelm Reinhold Pieck)
- Gisela Piltz (1964–)
- Andreas Pinkwart (1960–)
- Alois Pisnik (1911–2004)
- Boris Pistorius (1960–)
- Matthias Platzeck (1953–)
- Clemens von Podewils–Dürniz (1850–1922)
- Ronald Pofalla (1959–)
- Gerhard Pohl (1937–2012)
- Ottilie Pohl (1867–1943)
- Gerd Poppe (1941–)
- Ulrike Poppe (1953–)
- Arthur von Posadowsky–Wehner (1845–1932)
- Achim Post (1959–)
- Hans–Gert Pöttering (1945–)
- Hugo Preuß (1860–1925)
- Maria Probst (1902–1967)
- Florian Pronold (1972–)

## Q
- Bernhard Quandt (1903–1999)
- Ludwig Quidde (1858–1941)

## R
- Karl Raab (1906–1992)
- Gustav Radbruch (1878–1949)
- Joseph Maria von Radowitz (1839–1912)
- Bodo Ramelow (1956–)
- Peter Ramsauer (1954–)
- Walther Rathenau (1867–1922)
- Eduard Rau (1868–1953)
- Heinrich Rau (1899–1961)
- Johannes Rau (1931–2006)
- Wolfgang Rauchfuß (1931–2005)
- Hermann Rauschning (1887–1982)
- Katherine Reiche (1973–)
- Hans Reichelt (1925–2025)
- Bernhard Reichenbach (1888–1975)
- Heidi Reichinek (1988–)
- Peter Reinhold (1887–1955)
- Max Reimann (1898–1977)
- Terry (Theresa) Reintke (1987–)
- Henriette Reker (1956–)
- Bernd Riexinger (1955–)
- Otto Ernst Remer (1912–1997)
- Adam Remmele (1877–1951)
- Hermann Remmele (1880–1939)
- Annemarie Renger (née Wildung) (1919–2008)
- Martin Renner (1954–)
- Viktor Renner (1899–1969)
- Maria Rentmeister (1905–1996)
- Friedhelm Repnik (1949–)
- Hans Peter Repnik (1947–2025)
- Erich Reschke (1902–1980)
- Boris Rhein (1972–)
- Joachim von Ribbentrop (1893–1946)
- Ernst Reuter (1889–1953)
- Günter Rexrodt (1941–2004)
- Eugen Richter (1838–1906)
- Adolph Friedrich Johann Riedel (1809–1872)
- Heinz Riesenhuber (1935–)
- Walter Riester (1943–)
- Bernd Riexinger (1955–)
- Harald Ringstorff (1939–2020)
- Roberto Rink (1959–)
- Manuela Ripa (1976–)
- Friedrich Rische (1914–2007)
- Alfred Rodenbücher (1900–1980)
- Franz-Josef Röder (1909–1979)
- Franz von Roggenbach (1825–1907)
- Elisabeth Röhl (née Gohlke) (1888–1930)
- Ernst Röhm (1887–1934)
- Walter Romberg (1928–2014)
- Alfred Rosenberg (1893–1946)
- Kurt Rosenfeld (1877–1943)
- Rudolf Ross (1872–1951)
- Philipp Rösler (Nguyễn Tân Đinh) (1973–)
- Gunda Röstel (1962–)
- Claudia Roth (1955–)
- Joseph Roth (1896–1945)
- Karl von Rotteck (1775–1840)
- Norbert Röttgen (1965–)
- Hans–Ulrich Rudel ?
- Jutta Rüdiger (1910–2001)
- Arnold Ruge (1803–1880)
- Volker Rühe (1942–)
- Otto Rühle (1874–1943)
- Ortwin Runde (1944–)
- Bernhard Rust (1883–1945)
- Jürgen Rüttgers (1951–)

## S
- Krista Sager (1953–)
- Heinrich Sahm (1877–1939)
- Fritz Sauckel (1894–1946)
- Karl–Otto Saur (1902–1966)
- Karl Friedrich von Savigny (1814–1875)
- Günter Schabowski (1929–2015)
- Hjalmar Schacht (1877–1970)
- Fritz Schäffer (1888–1967)
- Hermann Schäfer (1892–1966)
- Thorsten Schäfer–Gümbel (1969–)
- Alexander Schalck-Golodkowski (1932–2015)
- Karl Schapper (1812–1870)
- Ulrike Scharf (1967–)
- Rudolf Scharping (1947–)
- Julius Schaub (1898–1967)
- Wolfgang Schäuble (1942–2023)
- Annette Schavan (1955–)
- Gustav Adolf Scheel (1907–1979)
- Helmut Scheel
- Walter Scheel (1919–2016)
- Philipp Scheidemann (1865–1939)
- Andreas Scheuer (1974–)
- Heinrich Schëuch (1864–1946)
- Karl Alfred Walther Schieck (1874–1946)
- Eugen Schiffer (1860–1954)
- Gerhard Schill (1925–2000)
- Karl Schiller (1911–1994)
- Otto Schily (1932–)
- Baldur von Schirach (1907–1974)
- Karl Schirdewan (1907–1998)
- Martin Schirdewan (1975–)
- Wilhelmine Schirmer–Pröscher (1889–1992)
- Peter Schlack (1875–1857)
- Franz Schlegelberger (1876–1970)
- Kurt (von) Schleicher (1882–1934)
- Rolf Schlierer (1955–)
- Herbert Schmalstieg (1943–)
- Carlo Schmid (1896–1979)
- Charlotte Schmid (1977–)
- Christian Schmidt (1957–)
- Elli Schmidt (1908–1980)
- Helmut Schmidt (1918–2015)
- Johann Lorenz Schmidt (1900–1978)
- Renate Schmidt (née Pokorny) (1943–)
- Ulla Schmidt (1949–)
- Wolfgang Schmidt (1970–)
- Edzard Schmidt–Jortzig (1941–)
- Jürgen Schmieder (1952–)
- Renate Schmidtsdorff–Aicher
- Hans–Gerhart Schmierer (1942–)
- Kurt Schmitt (1886–1950)
- Kurt Schmücker (1919–1996)
- Christian Schneider
- Herbert Schneider (1915–1995)
- Ludwig Schneider (1898–1978)
- Wolfgang Schnur (1944–2016)
- Ernst Scholz (1874–1932)
- Ernst Scholz (1913–1986)
- Olaf Scholz (1958–)
- Paul Scholz (1902–1995)
- Rupert Scholz (1937–)
- Gertrud Scholtz–Klink>Maria Stuckebrock (1902–1999)
- Tilo Schöne
- Jörg Schönbohm (1937–2019)
- Franz Schönhuber (1923–2005)
- Waltraud Schoppe  (r. Sobanek) (1942–)
- Friedrich Schorlemmer (1944–2024)
- Karl Schrader (1834–1913)
- Walther Schreiber (1884–1958)
- Julius Schreck (1898–1936)
- Michaele Schreyer (1951–)
- Fritz Schröder (1915–2001)
- Gerhard Schröder (1910–1989)
- Gerhard Schröder (1944–)
- Karl Schröder (1884–1950)
- Louise Schroeder (1887–1957)
- Hermann Schubert (1886–1938)
- Katina Schubert (1961–)
- Helga Schuchardt (1939–)
- Anna Maria Schulte (1886–1973)
- Fritz Schulte (1890–1943)
- Martin Schulz (1955–)
- Peter Schulz (1930–2013)
- Werner Schulz (1950–)
- Katharina Schulze (1985–)
- Rudolph Schulze (1918–1996)
- Svenja Schulze (1968–)
- Franz Hermann Schulze–Delitzsch (1808–1883)
- Peter M. Schmidhuber (1931–2020)
- Kurt Schumacher (1895–1952)
- Horst Schumann (1924–1993)
- Gerhard Schürer (1921–2010)
- Klaus Schütz (1926–2012)
- Waldemar Schütz (1913–1999)
- Andreas Schwab (1973–)
- Wolfgang Schwanitz (1930–2022)
- Franz Xaver Schwarz (1875–1947)
- Henning Schwarz (1928–1993)
- Christian Schwarz–Schilling (1930–)
- Alexander Schweitzer (1973–)
- Ines Schwerdtner (1989–)
- Lutz Schwerin von Krosigk (1887–1977)
- Edwin Schwertner (1932–2016)
- Manuela Schwesig (1974–)
- Tino–Antoni Schwierzina (1927–2003)
- Hans–Christoph Seebohm (1903–1967)
- Horst Seehofer (1949–)
- Martin Segitz (1853–1927)
- Frank Seiboth (1912–1994)
- Adalbert Seifriz (1902–1990)
- Berndt Seite (1940–)
- Rudolf Seiters (1937–)
- Fritz Selbmann (1899–1975)
- Franz Seldte (1882–1947)
- Erwin Sellering (1949–)
- Toni Sender (1888–1964) (ž)
- Carl Severing (1875–1952)
- Max Seydewitz (1892–1987)
- Ludwig Siebert (1874–1942)
- Joachim Siegerist (Werner-Joachim Bierbrauer) (1947–2023) (nem.-latvijski)
- Kurt Sieveking (1897–1986)
- Heide Simonis (1943–)
- Walter Simons (1861–1937)
- Eduard von Simson (1810–1899)
- Horst Sindermann (1915–1990)
- Paul Singer (1844–1911)
- Gustav Sobottka (1886–1953)
- Markus Söder (1967–)
- Wilhelm Solf (1862–1936)
- Hermann Otto Solms (1940–)
- Martin Sonneborn (1965–)
- Leopold Sonnemann (1831–1909)
- Jens Spahn (1980–)
- Lothar Späth (1937–2016)
- Albert Speer (1905–1981)
- Carl Spiecker (1888–1961)
- Anke Spoorendonk (1947–)
- Walter Stain (1916–2001)
- Barbara Stamm (née Stocker) (1944–2022)
- Joachim Starbatty (1940–)
- Bettina Stark-Watzinger (1968–)
- Franz von Stauffenberg Franz–Ludwig Schenk von Stauffenberg (1938–)
- Ludwig Steeg (1894–1945)
- Thomas Steffen (1961–)
- Karl–Hermann Steinberg (1941–)
- Adam Stegerwald (1874–1945)
- Ralf Stegner (1959–)
- Heinz Stehr (1946–)
- Erika Steinbach (1943–)
- Luitpold Steidle (1898–1984)
- Heinrich vom Stein (1757–1831)
- Peer Steinbrück (1947–)
- Heinrich Friedrich Karl Reichsfreiherr vom und zum Stein ("baron Stein") (1757–1831)
- Fritz Steinhoff (1897–1969)
- Karl Steinhoff (1892–1981)
- Frank–Walter Steinmeier (1956–)
- Walther Stennes (1895–1983)
- Thomas Sternberg (1952–)
- Ludwig Stiegler (1944–)
- Dietrich Stobbe (1938–2011)
- Adolf Stoecker (1835–1909)
- Edmund Stoiber (1941–)
- Manfred Stolpe (1936–2019)
- Gerhard Stoltenberg (1928–2001)
- Christoph Stölzl (1944–)
- Willi Stoph (1914–1999)
- Beatrix von Storch (1971–)
- Marie–Agnes Strack–Zimmermann (née Jahn) (1958–)
- Gregor Strasser (1892–1934)
- Otto Strasser (1897–1974)
- Wolfgang Straßmann (1821–1885)
- Franz Josef Strauß (1915–1988)
- Max Streibl (1932–1998)
- Julius Streicher (1885–1946)
- Gustav Stresemann (1878–1929)
- Hans–Christian Ströbele (1939–)
- Thomas Strobl (1960–)
- Peter Struck (1943–2012)
- Richard Stücklen (1916–2002)
- Emil Stürtz (1892–1945)
- Franz Suchan (1911–1971)
- Gerd Schuchardt (1942–)
- Helga Schuchardt (1939–)
- Katja Suding (1975–)
- Otto Suhr (1894–1957)
- Franziska Süllke Giffey (1978–)
- Rita Süssmuth (1937–)

## T
- Peter Tauber (1974–)
- Horst Teltschik (1940–)
- Wilhelm Tempel ?
- Wolfgang Templin (1948–)
- Josef Terboven (1898–1945)
- Erwin Teufel (1939–)
- Fritz Teufel (1943–2010)
- Adolf von Thadden (1921–1996)
- August Thalheimer (1884–1948)
- Ernst Thälmann (1886–1944)
- Ilse Thiele (1920–2010)
- Friedrich Thielen (1916–1993)
- Otto Georg Thierack (1889–1946)
- Hermann von Thile (1812–1889)
- Wolfgang Thierse (1943–)
- Wolfgang Tiefensee (1955–)
- Kurt Hermann Tiedke (1924–2015)
- Stanislaw Tillich (1959–)
- Harry Tisch (1927–1995)
- Fritz Todt (1891–1942)
- Heinrich Theodor Toeplitz (1914–1998)
- Ernst Toller (1893–1939)
- Klaus Töpfer (1938–)
- Ernst Torgler (1893–1963)
- Stanislaw Trabalski (1896–1985)
- Albert Traeger (1830–1912)
- Heinrich von Treitschke (1834–1896)
- Jürgen Trittin (1954–)
- Axel Troost (1954–)
- Gustav Trunk (1871–1936)
- Peter Tschentscher (1966–)
- Kurt Turba (1929–2007)
- Hubert Türk (1925–2011)
- Oskar Türk (1893–1978)

## U
- Charlotte „Lotte“ Ulbricht (r. Kühn) (1903–2002)
- Walter Ulbricht (1893–1973) (Ernst Paul Walter Ulbricht)
- Wolfgang Ullmann (1929–2004)
- Carl Ulrich (1853–1933)
- Hans Victor von Unruh (1806–1886)

## V
- Jacob Venedey (1805–1871)
- Günter Verheugen (1944–)
- Paul Verner (1911–1986)
- Waldemar Verner (1914–1982)
- Wenzel Verner (1887–1938)
- Walter Vesper (1897–1978)
- Heinz Vietze (1947–)
- Bernhard Vogel (1932–)
- Hans Vogel (1881–1945)
- Hans–Jochen Vogel (1926–2020)
- Johannes Vogel (1982–)
- Ekkehard Voigt (1939–2018)
- Mario Voigt (1977–)
- Udo Voigt (1952–)
- Johannes Volkmann (r. J. Kohl) (1996–)
- Georg Vollmar (1850–1922)
- Antje Vollmer (1943–)
- Henning Voscherau (1941–2016)

## W
- Ernst Wabra (1907–1970)
- Johann Wadephul (1963–)
- Sahra Wagenknecht (1969–)
- Robert Heinrich Wagner (1895–1946)
- Theo Waigel (1939–)
- Georg Waitz (1813–1886)
- Walter Wallmann (1932–2013)
- Otto Walter (1902–1983)
- Norbert Walter–Borjans (1952–)
- Johanna Wanka (1951–)
- Herbert Warnke (1902–1975)
- Florian Weber (1964–)
- Manfred Weber (1972–)
- Christel Wegner (1947–)
- Kai Wegner (1972–)
- Greta Wehner (1924–2017)
- Herbert Wehner (1906–1990)
- Herbert Weichmann (1896–1983)
- Alice Weidel (1979–)
- Stephan Weil (1958–)
- Wilhelm Weitling (1808–1871)
- Herbert Weiz (1924–2023)
- Richard von Weizsäcker (1920–2015)
- Otto Wels (1873–1939)
- Thomas Welz (1957–)
- Rainer Wend (1954–)
- Arthur Werner (1877–1967)
- Guido Westerwelle (1961–2016)
- Joseph Weydemeyer (1818–1866, ZDA)
- Heidemarie Wieczorek–Zeul (1942–)
- Otto Wiemer (1868–1931)
- Susanne Wiest (1967–)
- Franz Jacob Wigard (1807–1885)
- Karsten Wildberger (1969–)
- Dorothee Wilms (1929–)
- Mathias Wilms (1893–1978)
- Heinrich Windelen (1921–2015)
- Ludwig Windthorst (1812–1891)
- Ursula Winkelsett (1962–)
- Heinz Winkler (1910–1958)
- Theodor Winter (1902–1944)
- Josef Marquard Wintrich (1891–1958)
- Otto Winzer (1902–1975)
- (Rudolf Virchow)
- Joseph Wirth (1879–1956)
- Hans–Jürgen Wischnewski (1922–2005)
- Rudolf Wissell (1869–1962)
- Volker Wissing (1970–)
- Janine Wissler (1981–)
- Margarete Wittkowski (1910–1974)
- Leo Wohleb (1888–1955)
- Dietmar Woidke (1961–)
- Gerhard Woitzik (1927–2023)
- Hanna Wolf (née Haschka) (1908–1999)
- Karl Wolff (1900–1984)
- Markus Wolf (1923–2006)
- Wilhelm Wolff – "Lupus" (1809–1864)
- Ernst (Friedrich) Wollweber (1898–1967)
- Manfred Wörner (1934–1994)
- Klaus Wowereit (1953–)
- Franz–Josef Wuermeling
- Christian Wulff (1959–)
- Reinhold Wulle (1882–1950)
- Kurt Wünsche (1929–2023)
- Hendrik Wüst (1975–)
- Oswald Wutzke (1936–)

## Y
- Andrea Ypsilanti (1957–)

## Z
- Wilhelm Zaisser (1893–1958)
- Eugen Zander (1902–1971)
- Erich Zeigner (1886–1949)
- Werner Zeyer (1929–2000)
- Paul Ziemiak (1985–)
- Luise Zietz (1865–1922)
- Clara Zetkin (1857–1933)
- Ernst Ziehm (1867–1962)
- Gabriele (Gabi) Zimmer (1956–)
- Arthur Zimmermann (1864–1940)
- Friedrich Zimmermann (1925–2012)
- Hans Zimmermann (1906–1984)
- Fatih Zingal (1979-)
- Georg August Zinn (1901–1976)
- Brigitte Zypries (1953–)